# Фантуцци, Антонио
 Антонио Фантуцци , также Антонио да Тренто (?), Антуан Фантон (итал. Antonio Fantuzzi, Antonio da Trento, фр. Anthoine Fanton, 1510, Тренто — 1550, Фонтенбло) — итальянский художник, работавший во Франции. Представитель интернационального маньеризма, живописец, рисовальщик-орнаменталист, лепщик-декоратор и гравёр на дереве и меди. Мастер техники кьяроскуро.
Существует предположение, что Антонио Фантуцци и Антонио да Тренто — разные художники, происходившие из одной области Италии, но они оба учились у Пармиджанино, оба освоили технику кьяроскуро и оба работали во Франции, во дворце Фонтенбло. Их монограммы (ATF) идентичны, оттого, а также из-за сходства биографий, их часто отождествляют. Во Франции итальянца Антонио (одного или двух художников под этим именем) называли также «Фантоз Булонец» (Fantoze de Boullogne).
Антонио родился на севере Италии, в Тренто, столице области Трентино-Альто-Адидже, отсюда его прозвание. Около 1530 года жил в Болонье. Возможно, учился гравированию на дереве у Уго да Карпи, изобретателя техники кьяроскуро, а затем у Пармиджанино. Позднее уехал во Францию, "прихватив многие из его рисунков, гравюр на меди и ксилографий, а также гравюр и рисунков других художников.
C 1537 года Антонио Фантуцци работал в Фонтенбло, писал фрески в Галерее Улисса под руководством Приматиччо, гравировал религиозные и светские композиции и орнаментальные гротески, заимствованные не только из произведений Приматиччо, но и из рисунков Джулио Романо, Россо Фьорентино и Пармиджанино. Благодаря гравюрам Антонио Фантуцци мы можем судить о многих утраченных позднее рисунках итальянских художников школы Фонтенбло.
Сохранилось около ста офортов работы Антонио Фантуцци. Известно также, что с 1540 года Антонио отвечал за приготовление рисунков для декоративных росписей, в том числе гротесков, других художников. Антонио работал вместе с французским гравёром и ювелиром Леоном Давентом (Léon Davent). Считается, что Фантуцци обучил Давента технике гравюры. Взамен Фантуцци, пользуясь инструкциями Давента, освоил ряд технических приёмов, разработанных гравёрами-ювелирами по металлу. Вероятно также, что между 1542 и 1548 годами в Фонтенбло действовала большая гравёрная мастерская.
В 2003 году в Кабинете эстампов в Женеве состоялась большая выставка: «Лидеры французского маньеризма: Антонио Фантуцци и Леон Давент, 1540—1550» (Les Lumières du maniérisme français: Antonio Fantuzzi et Léon Davent, 1540—1550).

## Галерея

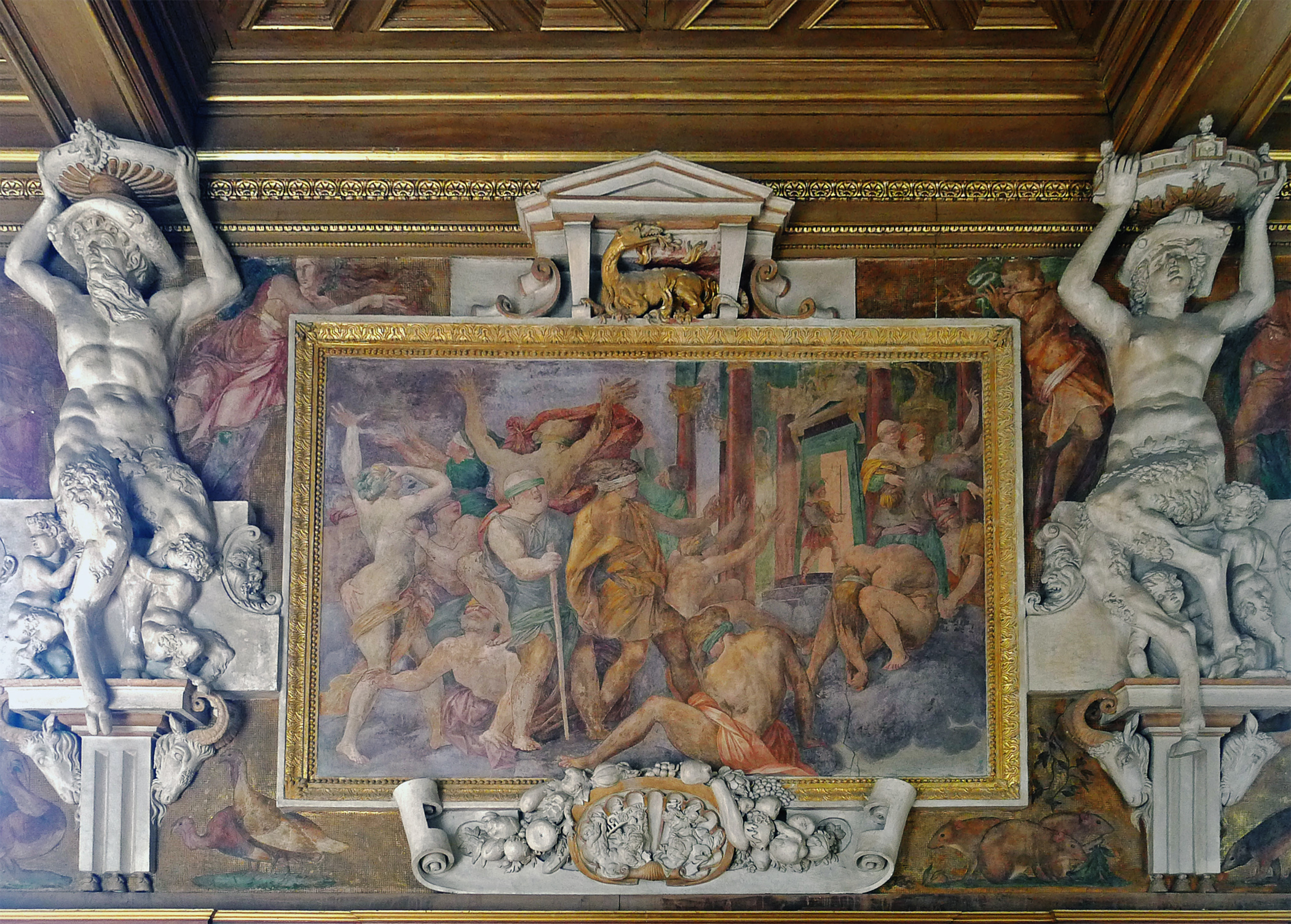
Галерея Франциска I в замке Фонтенбло. Деталь. Россо Фьорентино и Антонио Фантуцци. 1533—1540
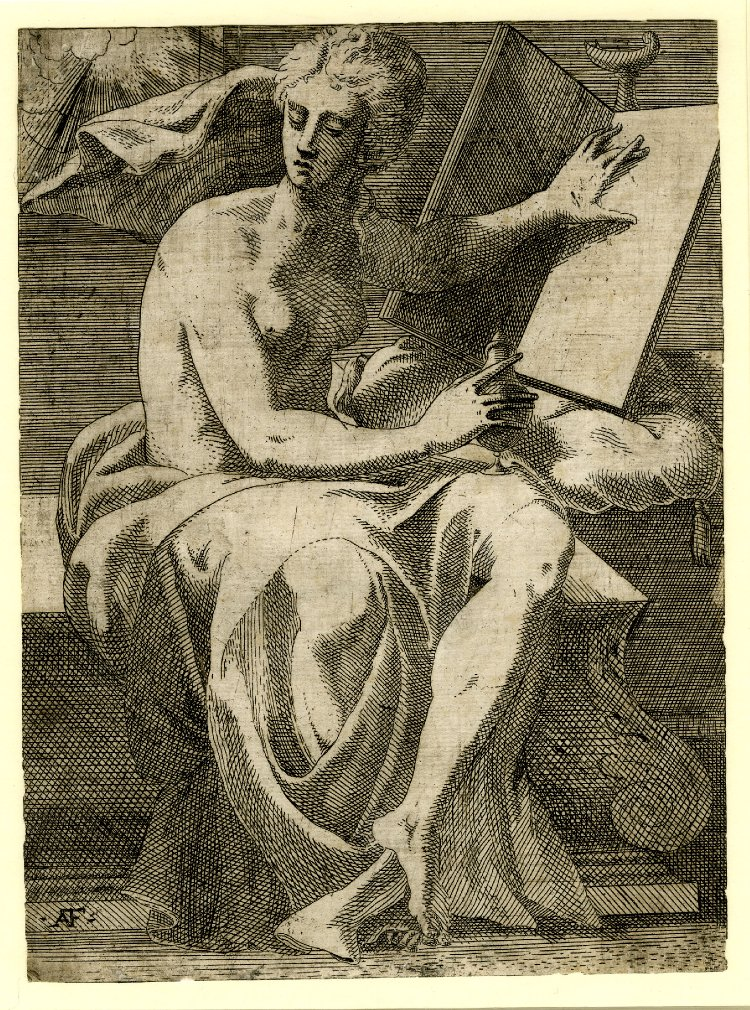
Сивилла. Офорт А. Фантуцци по рисунку Ф. Приматиччо. 1540-е годы
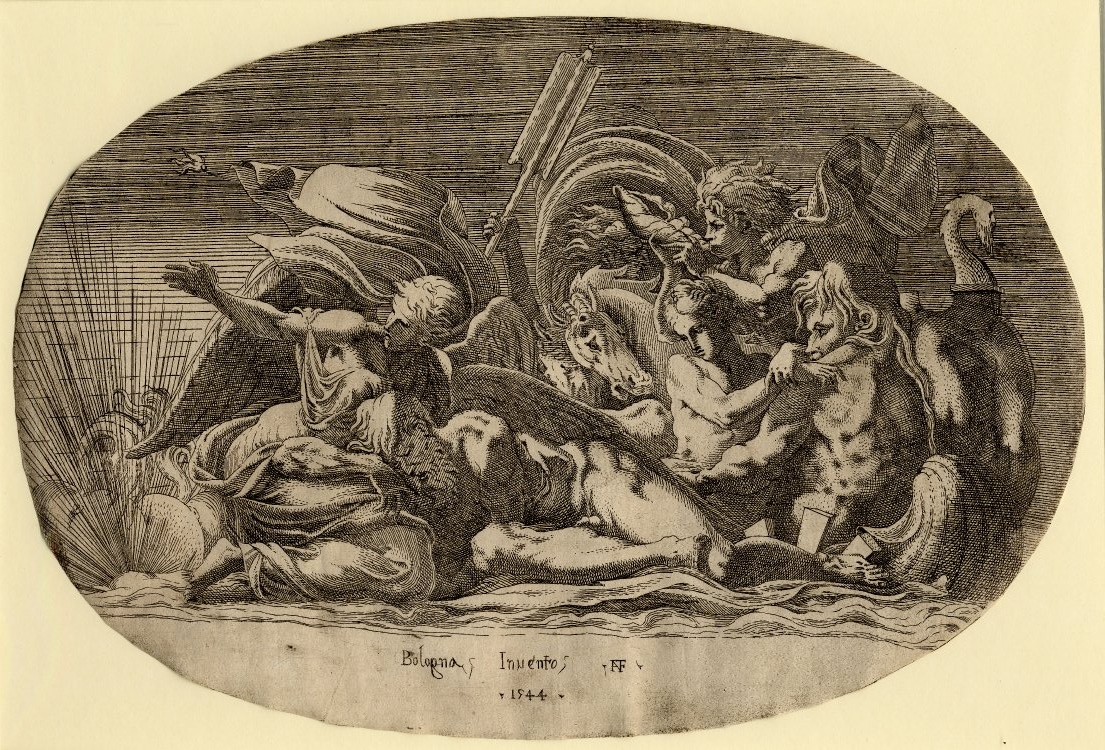
Спящий Кронос, Посейдон, нереиды и тритоны. Офорт А. Фантуцци по рисунку Ф. Приматиччо. 1544
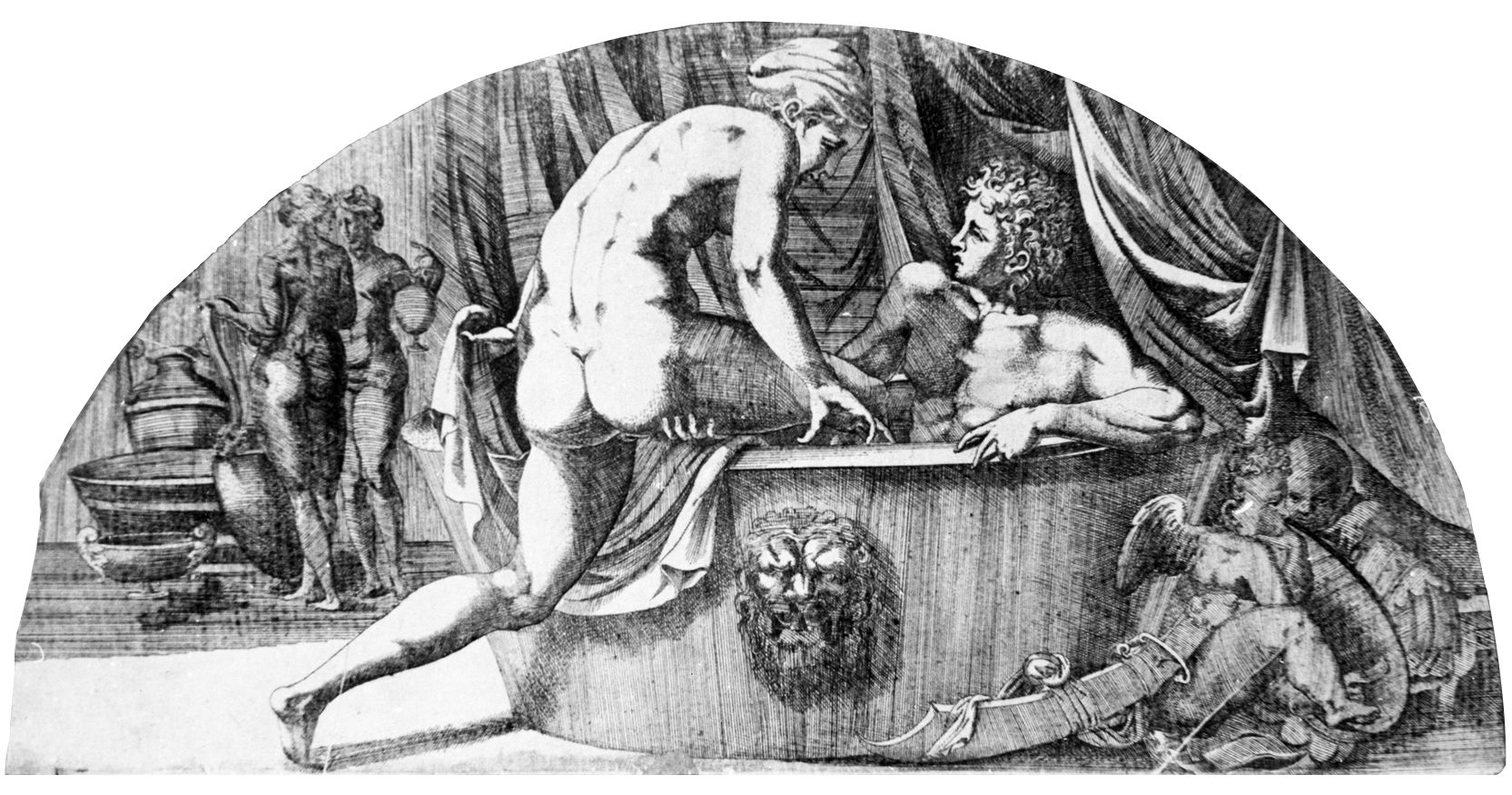
Венера и Марс за купанием. Ок. 1543. Офорт А. Фантуцци
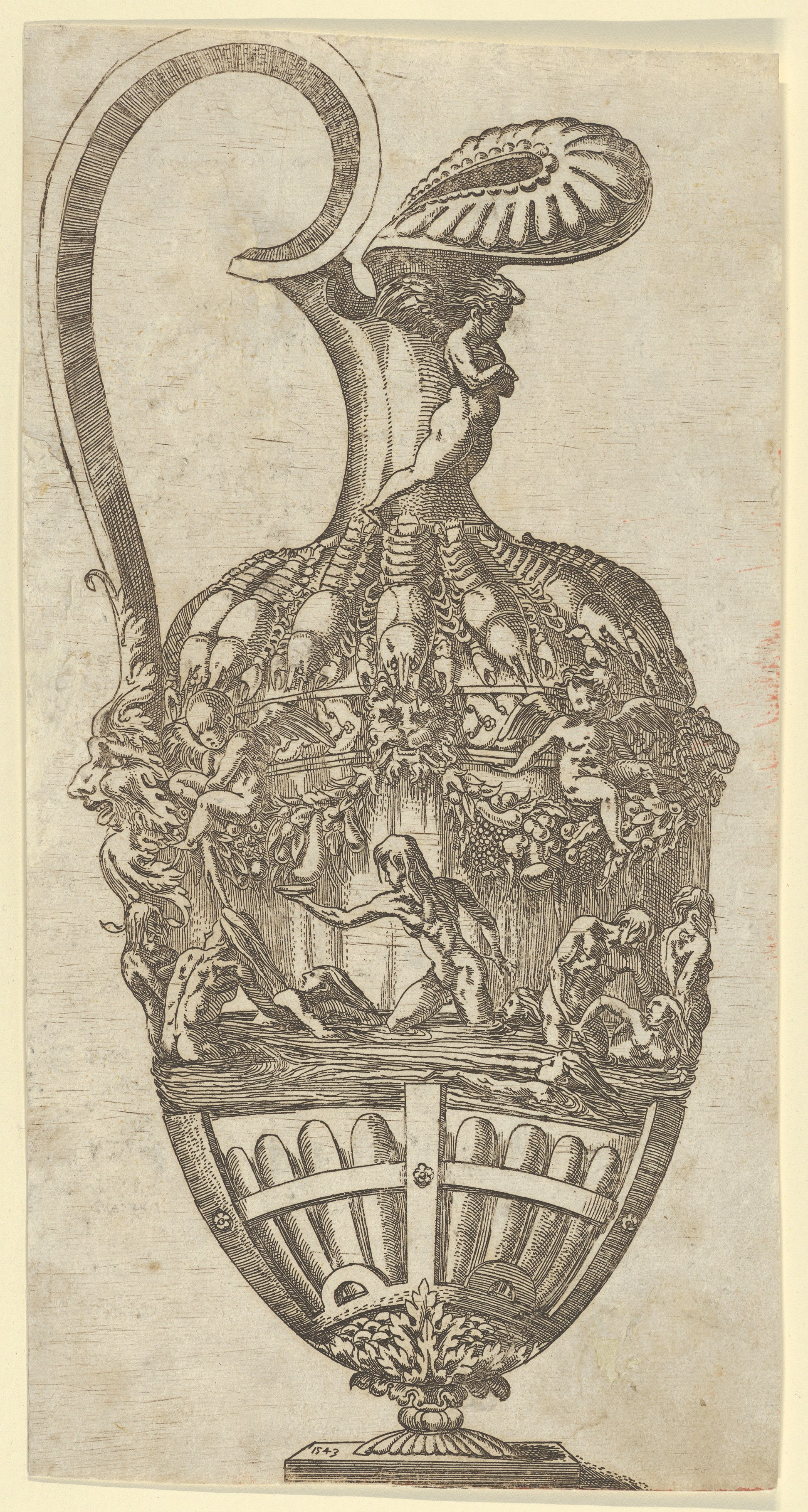
Ваза. 1543. Офорт
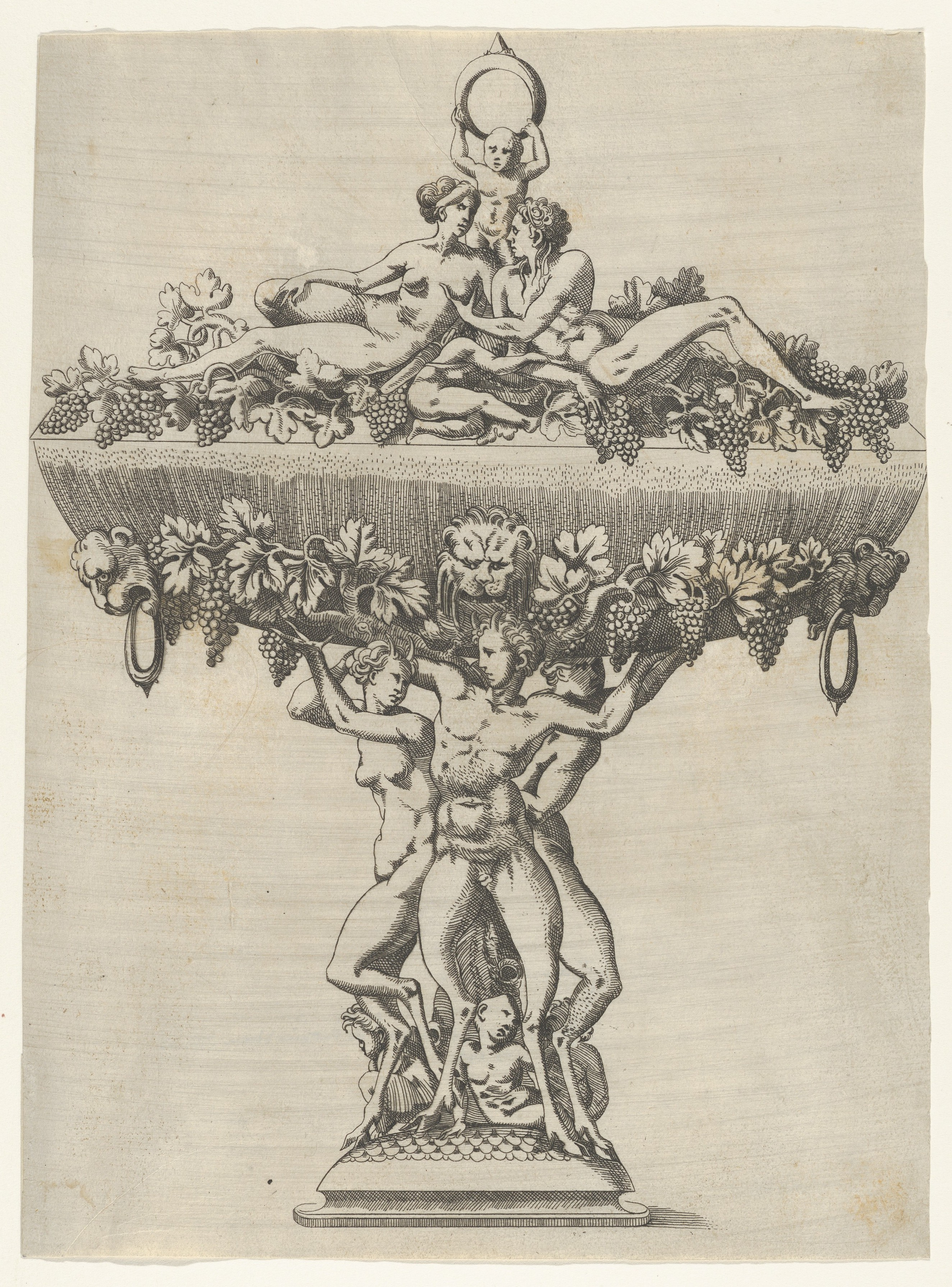
Ваза. 1545. Офорт